# W-бозон
W-бозон — фундаментальная частица-переносчик слабого взаимодействия. Название происходит от первой буквы английского слова Weak (слабый). Его открытие в 1983 году в ЦЕРНе считается одним из самых главных успехов стандартной модели.

## Основные свойства
Мы можем наблюдать 2 основных типа W-бозона — с положительным и отрицательным электрическим зарядом. Однако теорией электрослабого взаимодействия предсказывается 3 W-бозона — с положительным электрическим зарядом, с отрицательным и нулевым, но невозможно наблюдать нейтральный бозон напрямую, потому что, смешиваясь с B-бозоном, он образует фотон и Z-бозон.
Масса W-бозона почти в 85 раз больше, чем масса протона, и примерно равна 80,4 ГэВ/c2. Масса бозона очень важна для понимания слабого взаимодействия, потому что большая масса ограничивает радиус воздействия.
Ввиду наличия у бозона электрического заряда он может изменять ароматы и поколения кварков, а также превращать лептоны в соответствующие антинейтрино и обратно. Именно это свойство делает возможными бета-распад нейтрона, распад мюона и тау, а также распад тяжёлых кварков.
{\displaystyle \mu ^{-}\rightarrow \nu _{\mu }+W^{-}\rightarrow \nu _{\mu }+e^{-}+{\bar {\nu _{e}}}}
{\displaystyle n^{0}\rightarrow p^{+}+e^{-}+{\bar {\nu _{e}}}}
На кварковом уровне:
{\displaystyle u+2d\rightarrow 2u+d+W^{-}\rightarrow 2u+d+e^{-}+{\bar {\nu _{e}}}}

## Предсказание
После успехов КЭД в предсказании электромагнетизма начали предприниматься попытки построения похожей теории для слабого взаимодействия. Удалось получить теорию электрослабого взаимодействия, которая объясняла как слабое, так и электромагнитное взаимодействие. Теория была создана Стивеном Вайнбергом, Шелдоном Глэшоу и Абдусом Саламом, за которую все трое совместно получили Нобелевскую премию по физике 1979 года. Теория предсказывала не только W-бозоны, которые регулировали бета-распад, но ещё и неоткрытый на тот момент Z-бозон.
Единственной проблемой теории оставались массы бозонов — их поведение полностью описывалось группой {\displaystyle SU(2)}, но в ней частицы обязаны быть безмассовыми. Это означало, что должен существовать некоторый механизм, нарушающий симметрию и придающий массу. Этот механизм известен как механизм Хиггса, а частица, которая его регулирует, называется бозон Хиггса.

## Открытие
В 1973 году производились наблюдения взаимодействий между электроном и нейтрино, предсказанных теорией электрослабого взаимодействия. В огромной пузырьковой камере «Гаргамель», облучаемой пучком нейтрино от ускорителя, наблюдали треки электронов, которые внезапно начинали двигаться. Это явление было интерпретировано как взаимодействие нейтрино и электрона при помощи обмена невидимым Z-бозоном. Нейтрино также очень трудно детектировать, так что единственным наблюдаемым эффектом является импульс, полученный электроном после взаимодействия.
Наблюдать бозоны напрямую удалось только с появлением мощных ускорителей. Первым из таких стал Супер-протонный синхротрон (SPS) с детекторами UA1 и UA2, на котором в результате серии экспериментов, проведённых под руководством Карло Руббиа и Симона ван дер Мера, было доказано существование W-бозона. Частицы рождались в столкновениях встречных пучков протонов и антипротонов. Руббиа и Ван дер Мер были награждены Нобелевской премией по физике 1984 года всего через полтора года после открытия, что было необычным шагом со стороны обычно консервативного Нобелевского фонда.

## Распад
У W-бозона есть 2 основных канала распада:
- Лептон и антинейтрино (электрон — 10,75 %, мюон — 10,57 %, тау — 11,25 %)
- Адроны (67,6 %)

## Масса
В 2022 году коллаборация физиков из Фермилаб после десяти лет исследований получила новые данные о массе W-бозона, которые существенно расходились со стандартной моделью. По их расчётам, масса W-бозона равна 80 433,5±9,4 МэВ в то время, как стандартная модель предсказывает массу всего лишь 80 357±6 МэВ. Эти значения отличаются друг от друга на семь стандартных отклонений. Подтверждение этих данных могло бы говорить о существовании новой частицы или физики за пределами стандартной модели. Однако в 2023 году эксперимент ATLAS выпустил улучшенное измерение массы W-бозона, 80 360 ± 16 МэВ, что согласуется с предсказаниями Стандартной модели.